# Ivan Cavaleiro
Ivan Ricardo Neves Abreu Cavaleiro, född 18 oktober 1993, är en portugisisk fotbollsspelare som spelar för polska Stal Mielec.

## Karriär
I juli 2015 värvades Cavaleiro av Monaco, där han skrev på ett femårskontrakt.
Den 31 augusti 2016 värvades Cavaleiro av Wolverhampton Wanderers, där han skrev på ett femårskontrakt. Den 13 juli 2019 lånades Cavaleiro ut till Fulham på ett låneavtal över säsongen 2019/2020. Den 7 januari 2020 värvades Cavaleiro av Fulham, där han skrev på ett 4,5-årskontrakt.
I september 2022 lånades Cavaleiro ut till turkiska Alanyaspor på ett säsongslån. Den 11 augusti 2023 skrev han på ett ettårskontrakt med franska Lille.
Den 19 september 2024 skrev Cavaleiro på kontrakt över resten av året med brasilianska Red Bull Bragantino. Den 3 mars 2025 skrev han på ett kontrakt över resten av säsongen 2024/2025 med polska Stal Mielec.